# Srikaya

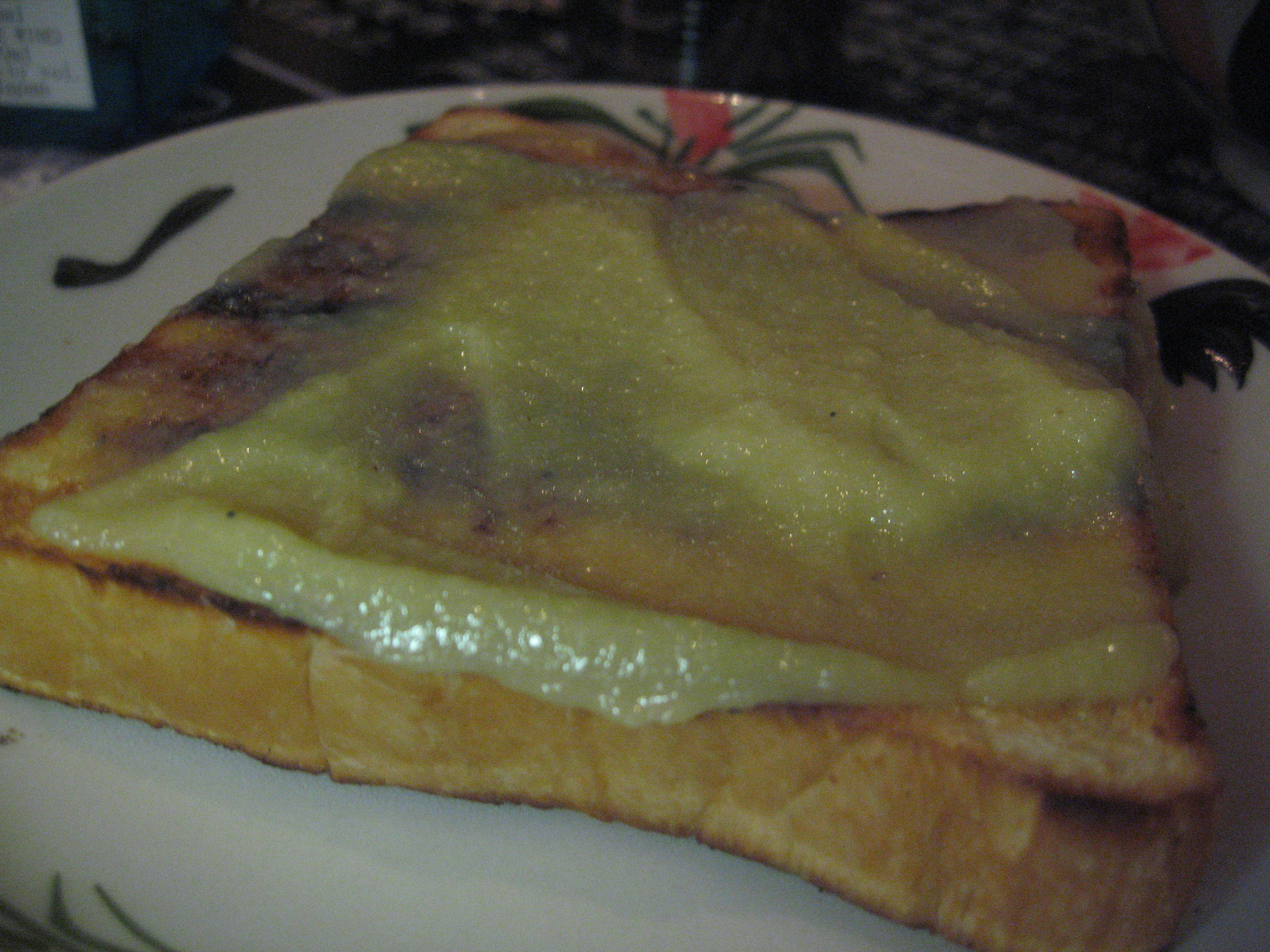
Tostada kopitiam, com srikaya

A srikaya, ou simplesmente kaya, é um doce de barrar, mais concretamente um creme de fruta, consumido principalmente no Sudeste asiático, confeccionado a partir de leite de coco, ovos e açúcar.

## Malásia
A sri kaya (provinda da palavra malaia para ‘riqueza’, dada a sua coloração doirada) é uma pasta feita com leite de coco, ovos de pato ou de galinha, aromatizada com a folha do pandano e adoçada com açúcar.
Provém do Sudeste Asiático, crê-se que, provavelmente, da Indonésia ou da Malásia. 

## História
Há registos manuscritos malaios do séc. XVII, a respeito de uma receita de creme de coco malaia, conhecida como srykaia.

## Influências culinárias
A receita da srikaya malaia foi trazida para Portugal no séc. XVI, por D. Constantino de Bragança, 20.º governador da Índia Portuguesa, quando regressou do Oriente, tendo vindo a dar origem à sericaia.
A receita malaia foi introduzida nos conventos alentejanos, com particular relevo para os conventos de Nossa Senhora da Conceição e Santa Clara, ainda durante o séc. XVI, onde a sua confecção se foi apurando e adaptando ao paladar português, ao longo dos tempos.
A historiadora gastronómica, Inês Tavares, concebe a possibilidade de a sericaia malaia, por seu turno, ter tido influências gastronómicas portuguesas, por força da presença portuguesa no Oriente, ainda durante o séc. XVI. Com efeito, a historiadora aventa a possibilidade de a sericaia malaia se ter inspirado no doce de ovos português, ao qual os malaios acrescentaram o leite de coco, a canela e as folhas de pandano, de maneira a afeiçoar a receita mais ao seu paladar.